# Великое Поле (Кировская область)
Великое Поле — деревня в Белохолуницком районе Кировской области. Входит в состав Белохолуницкого городского поселения.

## География
Деревня находится на северо-востоке центральной части Кировской области, в юго-западной части Белохолуницкого района. Абсолютная высота — 165 метров над уровнем моря.
Расстояние до районного центра (города Белая Холуница) — 1 км.

## Население
По данным всероссийской переписи 2010 года, численность населения деревни составляла 454 человека (мужчины — 209, женщины — 245).

## Улицы деревни
- Великопольская
- Молодёжная
- Новая[3]